# One Minute Silence
One Minute Silence is een band uit Engeland. Hun muziek is een combinatie van onder andere metal en hiphop. Naar eigen zeggen waren ze geen politieke band, maar politieke mensen die ook muzikant zijn. Hun teksten hebben echter vaak een anarchistische boodschap. Op 21 oktober 2003 maakte de band bekend uit elkaar te gaan. Echter op 25 mei 2010 besloot de band met een nieuwe drummer, Martin Davies, weer bij elkaar te komen.

## Bezetting
- Brian Barry - zanger
- Massimo Fiocco - gitarist
- Glen Diani - bassist
- Martin Davies - drummer

## Biografie
De band kwam begin jaren 90 bij elkaar, in eerste instantie onder de naam Near Death Experience en nog met de gitarist Chris Ignatiou. Even later moesten ze hun naam veranderen omdat er al een Amerikaanse band bestond met de naam Near Death Experience, hun nieuwe naam werd One Minute Silence. De nieuwe bandnaam zou eerst de naam van een lied zijn, gekozen vanwege de 'één minuut stilte' die vaak wordt gehouden wanneer iemand belangrijks overlijdt. De band vond dit in veel gevallen misplaatst.
In 1997 tekende de band een platencontract bij Big Cat Records en bracht het jaar daarna het album Available In All Colours uit. Twee jaar daarna, in 2000, bracht de band het album Buy Now... Saved Later uit nadat gitarist Chris Ignatiou vervangen werd door Massimo Fiocco. Dit album was een belangrijke muzikale vooruitgang voor de band, omdat de productiekwaliteit en de muziekstijl anders waren dan hun debuutalbum, ook ging het genre meer richting metal.
Daarna tekende de band een platencontract bij Taste Media, met als doel een derde album uit te brengen in de herfst van 2002 bestaande uit zowel live- als studio-opnames. Dit nieuwe materiaal was er muzikaal weer duidelijk op vooruit gegaan, de band experimenteerde met verschillende maatsoorten, andere structuren van opbouw en meer melodie.
De eerste single van dit album, genaamd We Bounce, kwam uit op 31 maart 2003, waarna het derde album, genaamd One Lie Fits All, volgde op 7 juli 2003.
In oktober 2003 kondigden de bandleden aan dat ze uit elkaar zouden gaan. Ze wilden elk hun eigen wegen inslaan en benadrukten dat het niet om conflicten op persoonlijk of muzikaal gebied draaide.

## Discografie
- Available in All Colours (1998), album, Big Cat Records
  - South Central, single, Big Cat Records
  - A Waste of Things to Come, single, Big Cat Records
  - Stuck Between A Rock And A White Face, single, Big Cat Records

- Buy Now... Saved Later (2000), album, V2 Records
  - Holy Man (2001), single, V2 Records
  - Fish Out Of Water (2001), single, V2 Records

- One Lie Fits All (2003), album, Taste Media
  - Revolution EP (2003), ep, Taste Media
  - We Bounce (2003), single, Taste Media